# Awe Geutah
Awe Geutah is een bestuurslaag in het regentschap Bireuen van de provincie Atjeh, Indonesië. Awe Geutah telt 684 inwoners (volkstelling 2010).